# Hadamard-Transformation
Die Hadamard-Transformation, auch bezeichnet als Walsh-Hadamard-Transformation, Hadamard-Rademacher-Walsh-Transformation, Walsh-Transformation und als Walsh-Fourier-Transformation, ist eine diskrete Transformation aus dem Bereich der Fourier-Analysis. Sie ist eine orthogonal-symmetrische, selbstinverse und lineare Transformation und von der Struktur her verwandt mit der diskreten Fourier-Transformation (DFT). Die Hadamard-Transformation bildet einen Satz von {\displaystyle 2^{m}} reellen oder komplexen Eingangswerten in einen Bildbereich aus überlagerten Walsh-Funktionen, dem Walsh-Spektrum, ab. Die Transformation ist benannt nach den Mathematikern Jacques Hadamard, Joseph L. Walsh und Hans Rademacher.
Die Anwendungen der Hadamard-Transformation liegen im Bereich der digitalen Signalverarbeitung und Datenkompression wie beispielsweise bei JPEG XR und H.264/MPEG-4 AVC.

## Definition

Das Produkt einer binären Eingangsfolge und einer -Hadamard-Matrix ergibt das Walsh-Spektrum:
(1,0,1,0,0,1,1,0) * H(8) = (4,2,0,−2,0,2,0,2)

Die Hadamard-Transformation {\displaystyle \operatorname {H} _{m}} wird aus einer {\displaystyle 2^{m}\times 2^{m}}-Hadamard-Matrix, skaliert mit einem Normalisierungsfaktor, gebildet, welche eine Eingangsfolge {\displaystyle (x_{n})} der Länge {\displaystyle 2^{m}} mittels einer Matrix-Vektor-Multiplikation in eine Ausgangsfolge {\displaystyle (X_{k})} transformiert.
Die Hadamard-Transformation kann verschiedenartig definiert werden, unter anderem rekursiv, wobei von einer {\displaystyle 1\times 1}-Hadamard-Transformation {\displaystyle \operatorname {H} _{0}} mit der Identität {\displaystyle \operatorname {H} _{0}=1} ausgegangen wird und {\displaystyle \operatorname {H} _{m}} für {\displaystyle m>0} festgelegt wird zu:
{\displaystyle \operatorname {H} _{m}={\frac {1}{\sqrt {2}}}{\begin{pmatrix}\operatorname {H} _{m-1}&\operatorname {H} _{m-1}\\\operatorname {H} _{m-1}&-\operatorname {H} _{m-1}\end{pmatrix}}}
mit dem Normalisierungsfaktor {\displaystyle {\tfrac {1}{\sqrt {2}}}}, der mitunter auch weggelassen wird.
Analog wie bei der diskreten Fourier-Transformation (DFT) und der optimierten schnellen Fourier-Transformation (FFT) existiert auch eine schnelle Hadamard-Transformation, welche die Anzahl {\displaystyle n} der Operationen auf {\displaystyle n\cdot \operatorname {log} (n)} mit {\displaystyle n=2^{m}} reduziert.

## Zusammenhang zur diskreten Fouriertransformation
Wie auch die Hadamard-Transformation lässt sich die diskrete Fourier-Transformation als Produkt einer Transformationsmatrix und eines Eingangsvektors formulieren. Sollen per DFT {\displaystyle N=2} Elemente im Zeitbereich in den Spektralbereich transformiert werden, so lautet die DFT-Matrix
{\displaystyle F_{2}={\begin{bmatrix}1&1\\1&-1\end{bmatrix}}}.
Die Hadamard-Matrix ohne Skalierungsfaktor ist dann als Kronecker-Produkt aus einzelnen {\displaystyle 2\times 2} DFT-Matrizen konstruierbar:
{\displaystyle H_{2^{k}}={\underset {k{\text{ mal}}}{\underbrace {{\begin{bmatrix}1&1\\1&-1\end{bmatrix}}\otimes {\begin{bmatrix}1&1\\1&-1\end{bmatrix}}\otimes {\begin{bmatrix}1&1\\1&-1\end{bmatrix}}\otimes \ldots \otimes {\begin{bmatrix}1&1\\1&-1\end{bmatrix}}} }}}.